# 40 Glocc

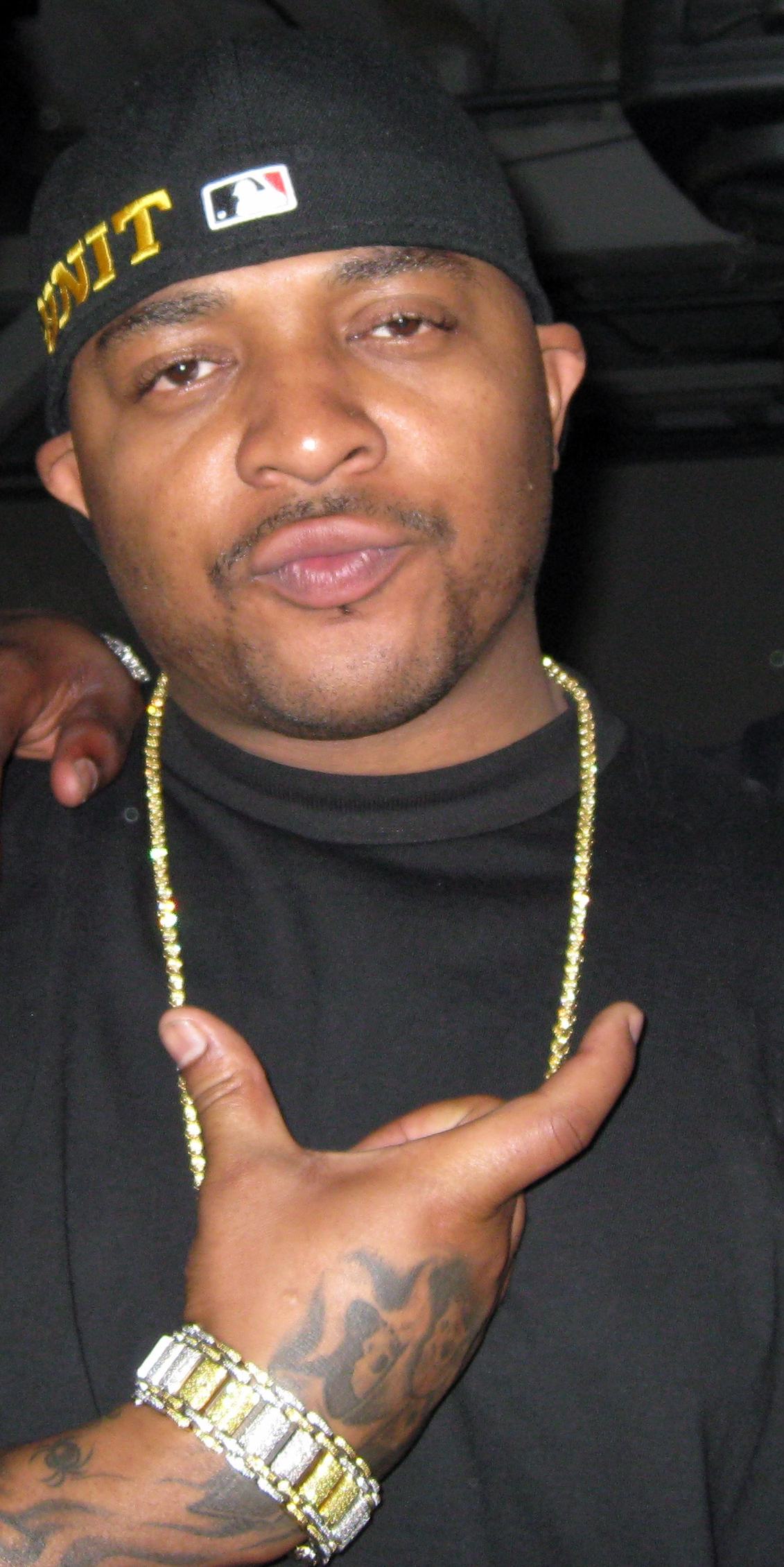
40 Glocc

40 Glocc (* 16. Dezember 1979 in Galveston, Texas; bürgerlich Lawrence Carl Demetrious White), auch bekannt als Big Bad 4-0, ist ein US-amerikanischer Rapper.

## Leben
Lawrence White wuchs in Galveston, Texas bei seiner Großmutter auf. Seine leibliche Mutter lernte er erst mit acht Jahren kennen. Anschließend zog 40 Glocc mit seiner Mutter nach Kalifornien, zunächst nach Los Angeles, anschließend nach Colton im San Bernardino County, auch als „The Zoo“ bekannt. Dort wurde er Mitglied bei der lokalen Crips-Gang, die sich selbst „Colton City Crips“ nannten. Im Jahr 1997 fing er mit Freunden mit dem Rappen an und gründete die Gruppe Zoo Crew. Gemeinsam nahmen sie das Album Migrate, Adapt or Die auf, das von Tony G und Julio G produziert wurde.
Sein Manager, Perfect Storm, handelte 2002 einen Vertrag mit dem Label Empire Musicwerks im Vertrieb von BMG aus. Das Label veröffentlichte 40 Gloccs erstes Soloalbum The Jakal unter der Mitwirkung von Bad Azz, Tray Deee, Ras Kass, Kurupt, Mac Minister, Spice 1 und weiteren Künstlern 2003. Als Produzenten waren Battlecat und Dr. Dre beteiligt. Nach diesem Album wurde die Zusammenarbeit mit Empire Musicwerks beendet.
Schließlich unterschrieb 40 Glocc beim New Yorker Label von Prodigy und Havoc (Mobb Deep), Infamous Records. Mobb Deep standen zu dem Zeitpunkt bei G-Unit Records unter Vertrag. Es folgten diverse Produktionen mit G-Unit Artists. Von nun an arbeitete 40 Glocc mit Top-Produzenten wie Dr. Dre, The Alchemist und Havoc. Später ging 40 Glocc mit G-Unit Record Artists und Mobb Deep auf eine US-Tour. 40 Glocc nahm den Song Where the Hammers At? auf, der Beat wurde später für den G-Unit-Song Rider Part 2 übernommen. Es folgte ein Remix zu Hammers mit G-Unit Artists. 2012 erschien sein bisher letztes Album New World Agenda über sein eigenes Label Zoo Life Entertainment sowie unter dem Label von G-Unit. Den Vertrieb übernahm die Universal-Tochter Fontana. Für das Album nahm der das Pseudonym Big Bad 4-0 an. Produzenten waren Havoc und 50 Cent.
Daneben veröffentlichte 40 Glocc sieben Mixtapes, unter anderen die drei EPs Outspoken.  Er ist auch als Gast auf Kool Savas’ Album John Bello Story II in dem Song Charisma sowie auf der Juice-Exclusive-EP Was hat S.A.V. da vor? in dem Song Charisma RMX zu hören.
In den Jahren danach fiel 40 Glocc vor allem als Battlerapper auf. So attackierte er in der laufenden Fehde von 50 Cent dessen Rivalen The Game, Lil Wayne und Young Buck. Während seine musikalische Karriere eher stagnierte, machte er immer wieder durch verschiedene Beefs auf sich aufmerksam. 2012 kam es zu einer Schlägerei zwischen 40 Glocc und The Game. Der Kampf wurde gefilmt und auf YouTube veröffentlicht. Im Anschluss verklagte er The Game auf 4,5 Millionen US-Dollar Schadensersatz. The Game beschuldigte ihn daraufhin als „Snitch“ (Polizeispitzel). Vor Gericht wurden 40 Glocc 3.000 US-Dollar zugesprochen.

## Filmografie
- 1999: Thicker Than Water
- 2002: Book of Love: The Definitive Reason Why Men Are Dogs
- 2002: American Rap Stars (Dokumentation)
- 2005: Who’s Making tha Rules
- 2008: Number One with a Bullet (Dokumentation)
- 2009: The Second Half (Kurzfilm)
- 2009: Miss March
- 2009: One World Hip Hop Championships 2 (Fernsehfilm)
- 2011: Rhyme and Punishment (Dokumentation)
- 2011: Beef: Behind the Bullet (Dokumentation)

## Diskografie

### Studioalben
- 2003: The Jakal (Empire Musicwerks)
- 2012: New World Agenda (als Big Bad 4-0, Zoo Life Entertainment)

### Kollaborationen
- 1997: Migrate, Adapt or Die (mit Zoo Crew)
- 2011: Graveyard Shift (mit Spider Loc)

### Mixtapes
- 2006: Outspoken
- 2006: Outspoken 2
- 2007: Outspoken 3
- 2007: That New Nigga
- 2007: Street Hopp
- 2009: I Am Legend
- 2009: Concrete Jungle
- 2012: Seedz of Makaveli

### Singles
- 2002: Poppa’s Little Soulja (12’’, Zoo Crew)
- 2002: Everybody (12’’, BMG)
- 2003: Gentlemen of Leisure (12’’, Empire Musicwerks)

### Featurings (Auswahl)
- 2003: N 2gether Now (mit Bad Azz auf Money Run)
- 2003: Hustlin’ (mit C-Bo auf The Mobfather)
- 2004: Know Hot to Get It (mit Mobb Deep auf The Mix Tape Before 9/11)
- 2005: Gangster As I Wanna Be (mit Spice 1 auf Dyin’ 2 Ball)
- 2005: Let 'Em Know (mit C-Bo auf West Side Ryders II)
- 2006: Murda, Murda, Die Already und You Ain’t No G (mit Mobb Deep auf Best in the Bizness)
- 2006: Riflemen und You Know (mit Mobb Deep auf The Purfek Storm Chronicles)
- 2007: By My Side (mit Havoc auf The Kush)
- 2008: 187 (mit Prodigy auf From the Beast)
- 2008: Charisma (mit Kool Savas auf John Bello Story 2)
- 2008: Official (mit Spider Loc auf Straight Up Rider)
- 2008: Gangsta As I Wanna Be